# River Subaya
River Subaya är ett vattendrag i Dominica.   Det ligger i parishen Saint Patrick, i den södra delen av landet, 14 km öster om huvudstaden Roseau. River Subaya ligger på ön Dominica.